# 临沭街道
临沭街道，是中华人民共和国山東省临沂市临沭县下辖的一个乡镇级行政单位。

## 行政区划
临沭街道下辖以下地区：
曹村社区、富民社区、利民社区、河滨社区、兴隆社区、孙蒿科社区、薛疃社区、李蒿科社区、徐兴农村社区、振兴社区、苍河社区、镇北社区、崔蒿科社区、花园社区、周庄社区、苍源社区、于店社区、苍隆社区、高湖社区、益民社区、井店社区、琅琳社区、后杨楼村、前琅琳子村、孙岭村、西河口村、胡赵庄村、山里村、龙河村、山西村、后官庄村、前官庄村、桃园村和曙新村。